# Редкая птица (группа)
«Редкая птица» — музыкальный коллектив, выступающий в жанре авторской песни. Владимир Муромцев — бессменный лидер и художественный руководитель группы.

## История группы
История группы началась с дуэта Владимира и Лили Муромцевых, которой пришёл в авторскую песню в конце 1980-х годов и в скором времени стал лауреатом ряда всероссийских и региональных фестивалей.
В 1996 году было создано вокально-инструментальное трио с участием певицы и музыканта Натальи Зайцевой, позже состав распался, и на его месте в 1997 году при участии скрипача Василия Галкина возникла группа «Редкая птица», ориентированная в первую очередь на фолк и авторскую песню. Обновлённая группа впервые выходит на сцену ГЦКЗ «Россия» на юбилейных концертах памяти Юрия Визбора.
Последние годы Владимир Муромцев и группа «Редкая птица» активно занимаются популяризацией песенного творчества Булата Окуджавы. Совместно с Фондом Окуджавы и Домом-музеем Б.Окуджавы устраивают концерты на Арбате у памятника поэту, присутствуют на знаковой церемонии присвоения имени Окуджавы воздушному лайнеру в Калининграде, в 2009 году совершают успешную гастрольную поездку по городам Польши.
«Редкая птица» — участник ежегодных творческих вечеров «Заезжий музыкант» в Концертном зале им. П. И. Чайковского. Принять участие в своих концертах «Редкую птицу» приглашали В.Луферов, А.Городницкий, А.Суханов, Д. А. Сухарев. Также за время деятельности, группа стала участниками множества фестивалей.
Студийные записи Владимира Муромцева и «Редкой птицы» находятся в постоянной ротации на телеканале «Ля-минор». Многие годы группа «Редкая птица» сотрудничала с несколькими радиостанциями. Среди них нужно отметить радио «Русские песни» и радиостанцию «Эхо Москвы».
В конце 2009 года состав группы обновился. В коллектив пришел скрипач-виртуоз Константин Ильицкий, а полгода спустя — пианист Михаил Перфилов.

## Состав
- Владимир Муромцев — гитарист, автор песен, аранжировщик, вокалист, член Союза писателей России.
- Лиля Муромцева — вокал, аккордеон, блок-флейты, губная гармоника. Окончила Саратовскую государственную консерваторию им. Л. В. Собинова по классу хорового дирижирования; певица (педагог В. Твардовский).
- Сергей Миронов — бас-гитара, бэк-вокал, в группе с 2002 года.
- Константин Ильицкий — скрипка, в группе с 2009 года. Окончил Государственный музыкально-педагогический институт имени М. М. Ипполитова-Иванова по классу скрипки. Работал в оркестре Государственного академического ансамбля народного танца под руководством Игоря Моисеева. Солист Московской государственной академической филармонии.
- Михаил Перфилов — клавишные, в группе с 2009 года. Выпускник Пензенского музыкального училища по классу фортепиано.

В разные годы в коллективе играли:
- Василий Галкин — скрипка;
- Евгений Рогозинский — альт;
- Эдуард Шварц(Колива) — виолончель;
- Виктор Тельнов — бас-гитара; экс «Лига блюза»;
- Загит Алыков — ударные, перкашн; музыкальный коллектив п/у Юрия Антонова;
- Николай Игнатичев — перкашн;
- Алексей Глотов — бонги, тамбурин.

### Галерея

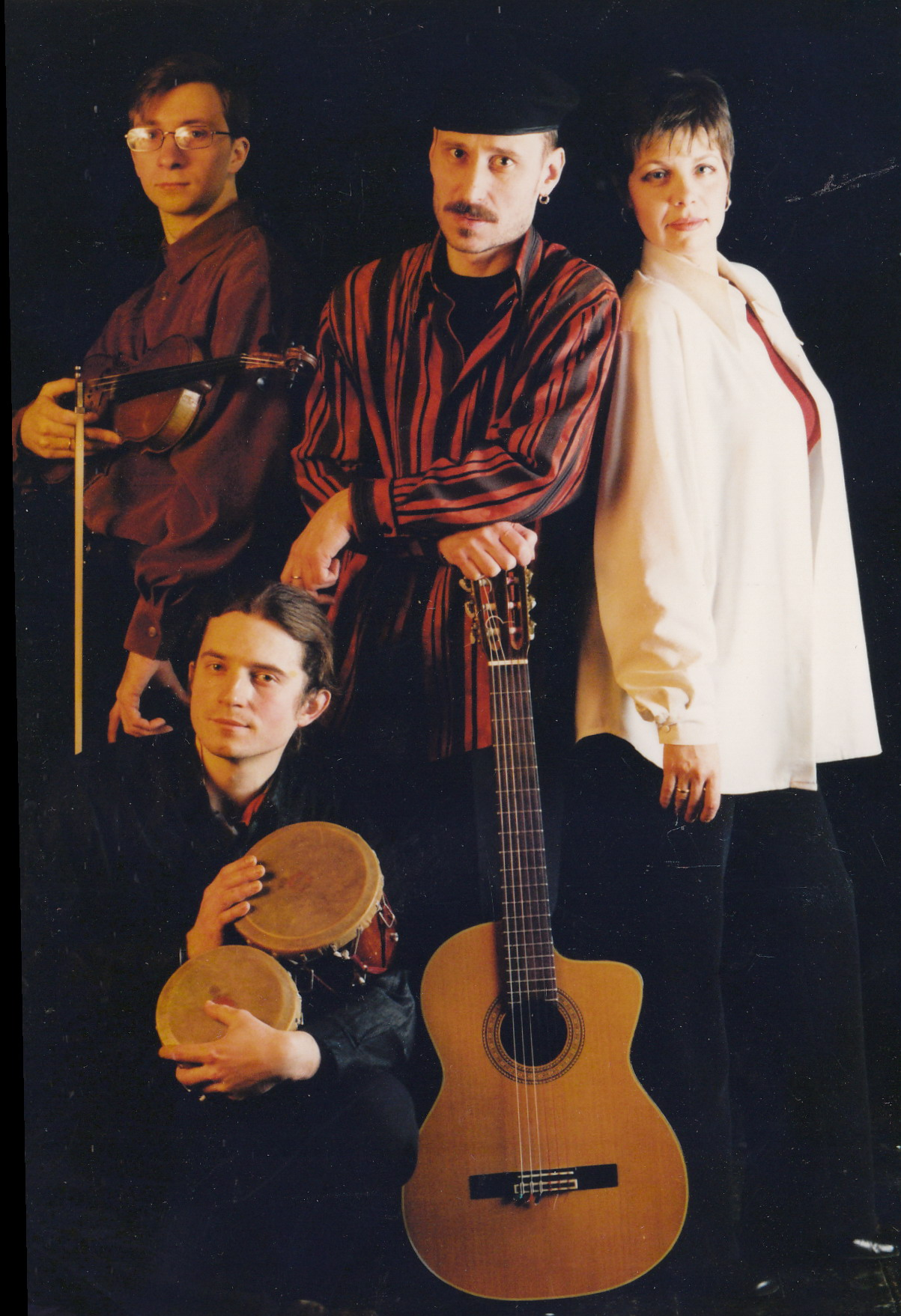
Группа Редкая Птица, фото 1998 года, театр песни "Перекресток"
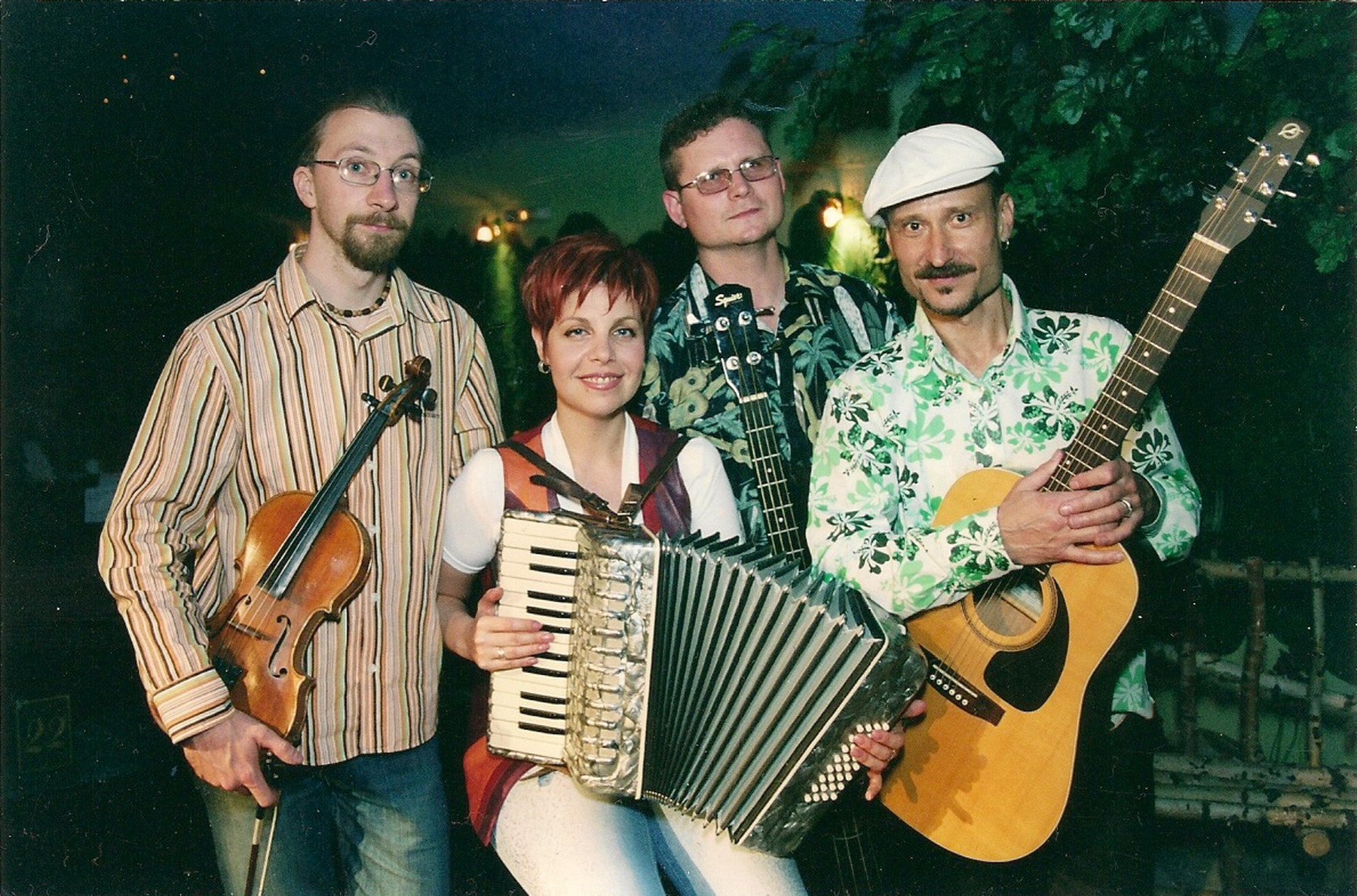
Группа Редкая Птица, 2003 год. На фото: Василий Галкин, Лиля Муромцева,Сергей Миронов, Владимир Муромцев
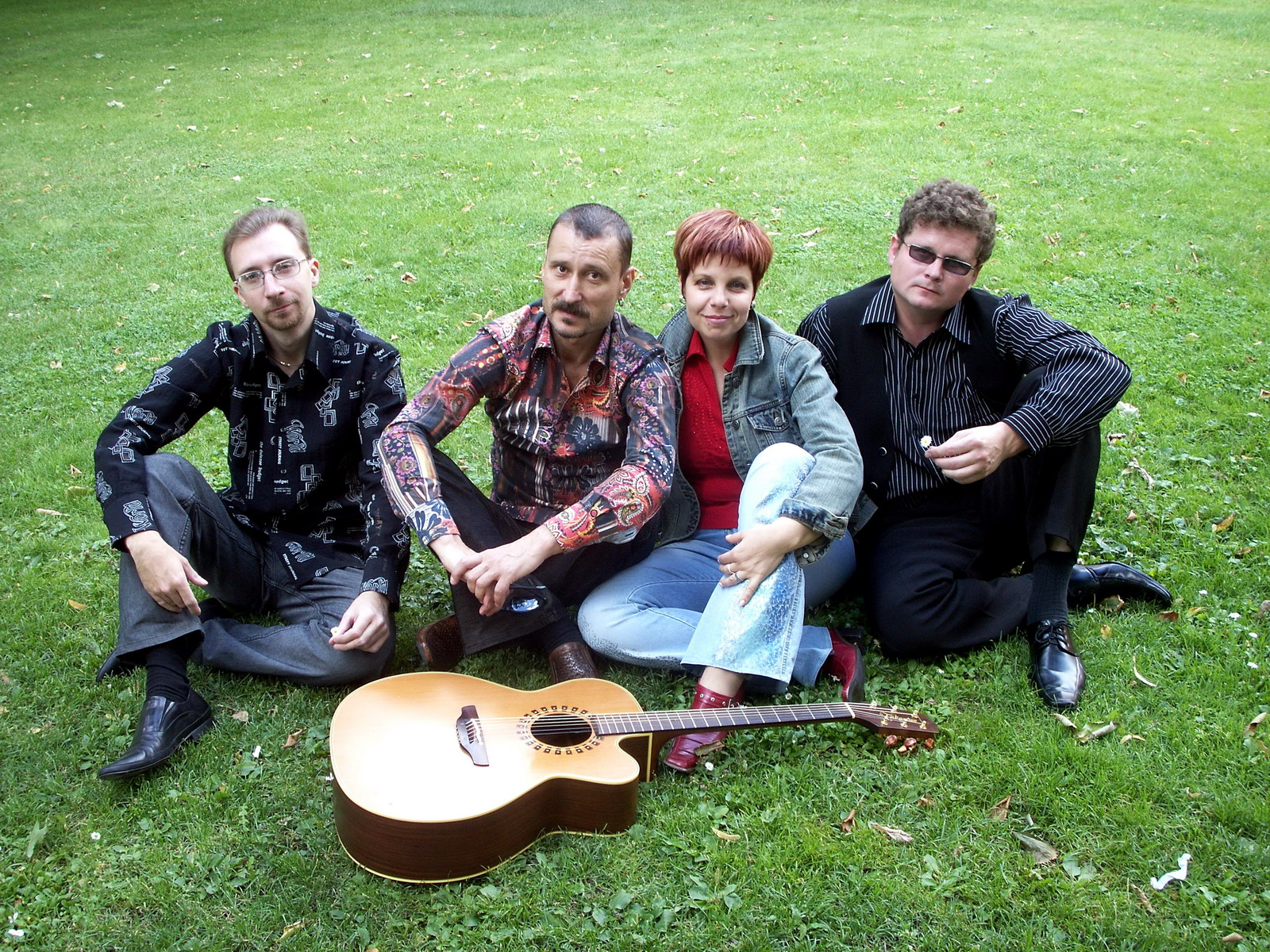
Группа Редкая Птица, 2006 год.
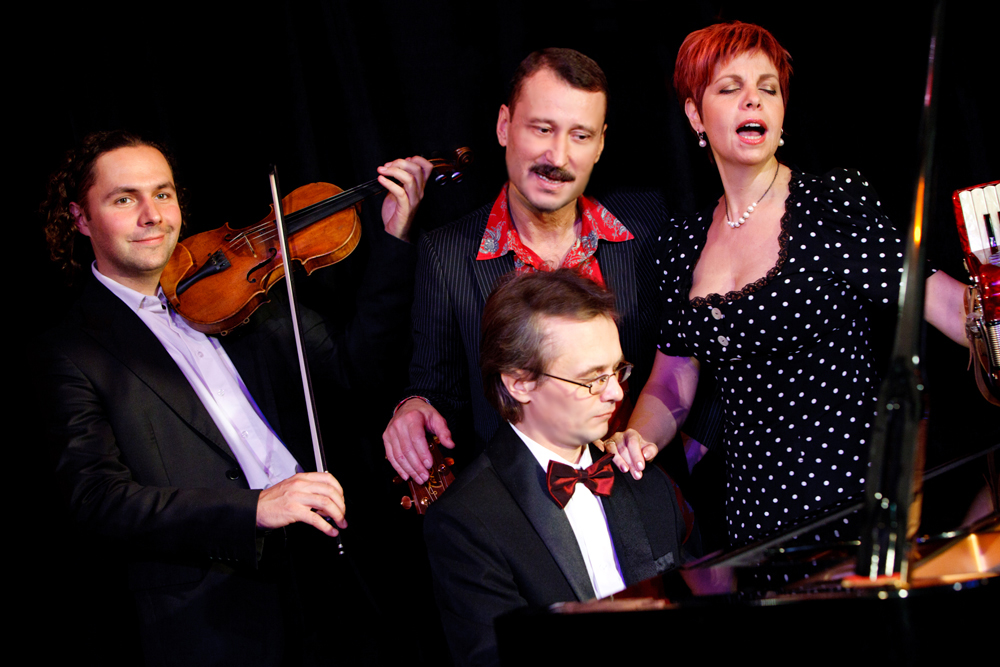
Константин Ильицкий, Михаил Перфилов, Владимир Муромцев, Лиля Муромцева, фото 2010 года.
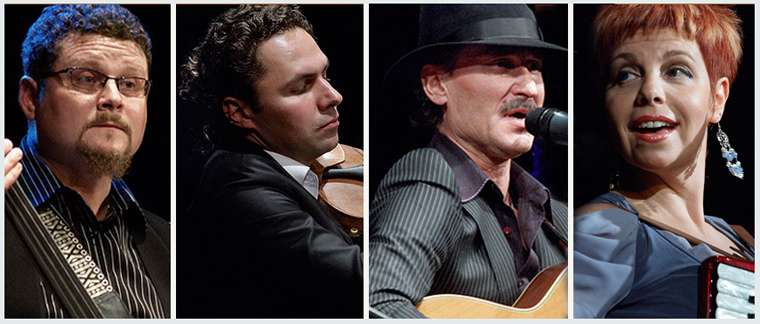
Группа Редкая Птица, фото 2011 года.
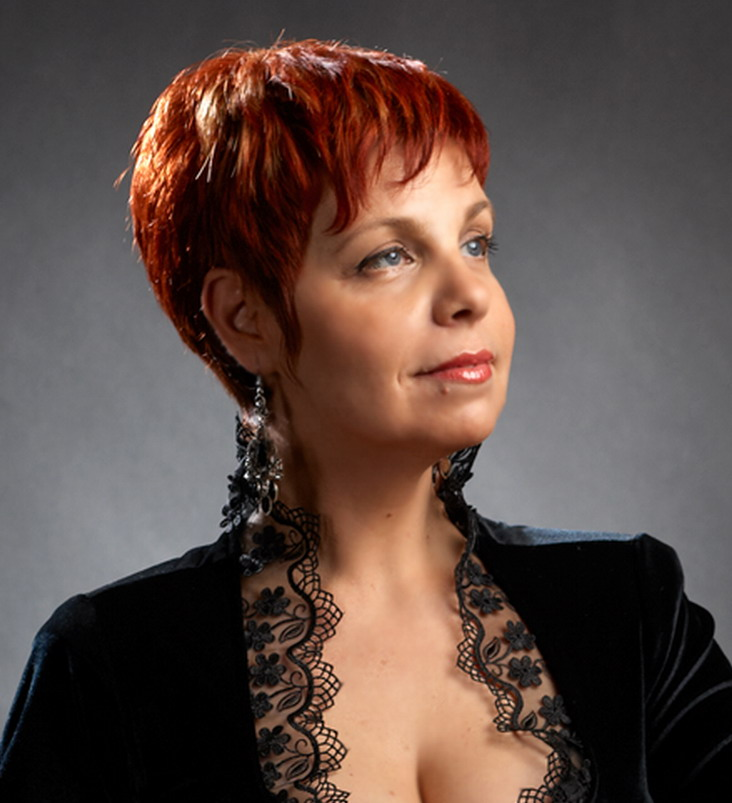
Солистка группы Лиля Муромцева.

## Дискография
1. «Запах женщины» — 1998 год, издательство RDM.
2. «Анимация» — 2000 год, издательство «Артель Восточный ветер» ( ныне «Артсервис»)
3. «Папарацци» — 2003 год, издательство «Музпром».
4. «Соло для редкой птицы» — 2004 год, «Артель Восточный ветер».
5. «Булат Окуджава. Избранные песни в исполнении группы „Редкая птица“» −2006 год, издательство «Музпром».
6. «Редкая птица» mp3 — 2006 год, издательство «Moroz Records»
7. «Зима до востребования» — 2009 год, издательство «Музпром».

Песни Владимира Муромцева звучат в художественных фильмах «Иностранцы» (реж. Алексей Колмогоров) и «Загадай желание» (реж. Иван Войтюк).

## Награды и номинации
Дуэт Владимира и Лили Муромцевых
1. 1987 — Всесоюзный фестиваль политической песни на КАМАЗе. Лауреат.
2. 1988 — Казанский региональный фестиваль авторской песни. Лауреат.
3. 1990 — Всесоюзный фестиваль авторской песни в Киеве. Финалист.
4. 1995 — Первая Артиада России. Лауреат.

Группа «Редкая птица»
1. 2001 — лауреат Грушинского фестиваля за песню «Три аккорда»[1].
2. 2002 — лауреат Московского фестиваля авторской песни (2002 год).
3. 2002 — дипломант Международного фестиваля авторской песни «Петербургский аккорд»[2].
4. 2010 — Владимир Муромцев: лауреат поэтического конкурса «Золотая строфа».

### Участия в фестивалях
Владимир и Лиля Муромцевы были гостями и членами жюри фестивалей «Соловьиная трель» (Курск), «Куликово поле» (Тула), Саранского фестиваля авторской песни, Грушинского фестиваля, Московского открытого фестиваля авторской песни в Коломенском и многих других конкурсов и фестивалей.
«Редкая птица» — традиционный участник фестиваля «И друзей созову», посвящённого творчеству знаменитого поэта и проводимого мэрией Москвы и Театром «Школа современной пьесы». В 1990—2008 годах группа принимала деятельное участие в фестивалях ансамблей в г. Пущино

## Театральные проекты
В начале 1990-х Владимир и Лиля Муромцевы стояли у истоков создания в Саратове Театра хоровой музыки (художественный руководитель и дирижер, профессор Людмила Лицова). Через некоторое время театр получает статус муниципального и входит в состав Саратовской областной филармонии. Муромцевы работали в Театре хоровой музыки до 1994 года.
За это время они успевают создать свой собственный мини-театр — «Театр на горошине». Это театр для двух странствующих артистов, театр в чемодане: нескольких музыкальных инструментов, кукол и декораций. Владимир пишет музыку к спектаклям этого театра. Так появились на свет циклы на стихи Уильяма Йейтса, Роберта Бернса, Марины Цветаевой, Николая Гумилёва.
В 1994 году «Театр на горошине» переезжает в Москву и находит пристанище сначала в Московском театре эстрады, а позже в театре песни «Перекресток» и на сценах Московского дворца творчества на Воробьевых горах.
Также история группы тесно связана с Театром песни «Перекрёсток», которым руководил Виктор Луферов. «Редкая птица» часто выступала на этой площадке, анонсировала свои новые песни и целые программы.